# 宮松重紀
宮松 重紀（みやまつ しげき、1963年 - ）は、日本の指揮者。神奈川県横浜市出身。

## 来歴
神奈川県立柏陽高等学校では吹奏楽部に所属。横浜国立大学教育人間科学部を卒業後、東京藝術大学指揮科に学士入学し、首席にて卒業する。指揮を山田一雄、遠藤雅古の各氏に師事。イタリアのキジアーナ音楽院では、ロジェストヴェンスキーに師事。東京二期会や日生劇場等のオペラ公演において、小澤征爾、若杉弘、外山雄三、大野和士らの下で研鑽を積む。
1989年、新星日本交響楽団を指揮してデビュー。1992年、東京オペラ・プロデュース公演《ドン・ジョヴァンニ》でオペラデビュー。以来、東京フィルハーモニー交響楽団・東京交響楽団・東京シティフィルハーモニック管弦楽団・神奈川フィルハーモニー管弦楽団・仙台フィルハーモニー管弦楽団・群馬交響楽団・広島交響楽団・大阪センチュリー交響楽団・中部フィルハーモニー交響楽団等を数多く指揮。特に東京フィルとの関係は長く、指揮した演奏会は100を超えている。また、新国立劇場や二期会を始め、全国各地でのオペラ公演も数多く指揮。特に2001年、新国立劇場主催公演《花言葉》（ロッセリーニ作曲）では「大きな流れと繊細さを併せ持つ指揮者」（日本経済新聞）「歌手を自由にさせながら、オーケストラを歌わせる能力に舌を巻く」（音楽の友）と評される。
2008年に渡伊、ミラノ・スカラ座にて研修。スカラ座公演、大野和士指揮《マクベス》に携わる。
合唱指揮者として、サイトウ・キネン・フェスティバル松本、ウイーン・フィルハーモニー来日公演（小澤征爾指揮）、サンクトペテルブルク・フィル（テミルカーノフ指揮）、東京のオペラの森管弦楽団（ムーティ指揮）、その他、NHK交響楽団、東京都交響楽団、読売日本交響楽団の定期演奏会等に客演する。また、東京オペラシンガーズとの関係も大変深く、東日本大震災チャリティー・コンサート《第九》（ズービン・メータ指揮NHK交響楽団）を始め、数多くの公演を指揮する。
ピアニストとして、東京フィル、読売日響のメンバーとサロンコンサートや、歌手のリサイタルの伴奏をする。「劇的な表現にもかかわらず歌手と一つに溶け合う」（「神奈川新聞」）と評される。
クラシック以外にも活動を広げており、エイベックスから東京フィルによるアニメ音楽のCDが発売されている。
現在、母校である東京藝術大学大学院（オペラ専攻）講師、横浜国立大学講師、シゲキ宮松♪歌劇団代表。